# Аило Гауп
Аило Гауп (18. јун 1944 — 24. септембар 2014) био је норвешки књижевник који је писао на норвешком језику. Живео је у Ослу. Учествовао је у оснивању Беајиваш Сами театра у Каутокејину где је писо драме за позориште. Његови су романипреведени на енглеки, немачка, француски и пољски језик.

## Романи
- Друм леда (норв. Trommereisen) (1988)
- Ноћи између дана (норв. Natten mellom dagene) (1992)

## Поезија
- Joiken og kniven (1982)
- I Stallos natt (1984)
- Under dobbel stjernehimmel (1986)

## Драме
- Min duoddarat (1983)
- Gullspråket (1990)